# 向量空间

向量空間是可以縮放和相加的（叫做向量的）對象的集合

向量空間是一群可縮放和相加的數學實體（如實數甚至是函数）所構成的特殊集合，其特殊之處在於縮放和相加後仍屬於這個集合。這些數學實體被稱為向量，而向量空間正是線性代數的主要研究对象。

## 正式定義
給定域 {\displaystyle \left(K,\,+,\,\times \right)} 和某集合 {\displaystyle V} ，它們具有了以下兩種运算（函数）：
- 向量加法 {\displaystyle \oplus :V\times V\to V} （其中 {\displaystyle \oplus (u,\,v)} 慣例上簡記為 {\displaystyle u\oplus v} ）
- 标量乘法 {\displaystyle \cdot :K\times V\to V} （其中 {\displaystyle \cdot \,(a,\,v)} 慣例上簡記為 {\displaystyle a\cdot v} 甚至是  {\displaystyle av}  ）

且這兩種運算滿足：（特別注意 {\displaystyle +} 和 {\displaystyle \times } 是域 {\displaystyle K} 是本身具有的加法和乘法）
| 名稱     | 名稱               | 前提條件                                                                           | 內容                                                                                               |
| -------- | ------------------ | ---------------------------------------------------------------------------------- | -------------------------------------------------------------------------------------------------- |
| 向量加法 | 的单位元與逆元素   | 存在 {\displaystyle V} 的元素 {\displaystyle e\in V} 對所有 {\displaystyle u\in V} | 有 {\displaystyle e\oplus u=u\oplus e=u}                                                           |
| 向量加法 | 的单位元與逆元素   | 存在 {\displaystyle V} 的元素 {\displaystyle e\in V} 對所有 {\displaystyle u\in V} | 且存在 {\displaystyle w\in V} 使得 {\displaystyle w\oplus u=u\oplus w=e}                           |
| 向量加法 | 的结合律           | 對所有 {\displaystyle u,\,v,\,w\in V}                                              | {\displaystyle u\oplus (v\oplus w)=(u\oplus v)\oplus w}                                            |
| 向量加法 | 的交换律           | 對所有 {\displaystyle u,\,v\in V}                                                  | {\displaystyle u\oplus v=v\oplus u}                                                                |
| 标量乘法 | 的单位元           | 對所有 {\displaystyle u\in V}                                                      | 若 {\displaystyle 1_{K}\in K} 是 {\displaystyle K} 的乘法单位元，則 {\displaystyle 1_{K}\cdot u=u} |
| 标量乘法 | 对向量加法的分配律 | 對所有 {\displaystyle u,\,v\in V} 和所有 {\displaystyle a\in K}                    | {\displaystyle a\cdot (u\oplus v)=a\cdot u\oplus a\cdot v}                                         |
| 标量乘法 | 对域加法的分配律   | 對所有 {\displaystyle u\in V} 和所有 {\displaystyle a,\,b\in K}                    | {\displaystyle (a+b)\cdot u=a\cdot u\oplus b\cdot u}                                               |
| 标量乘法 | 与域乘法           | 對所有 {\displaystyle u\in V} 和所有 {\displaystyle a,\,b\in K}                    | {\displaystyle a\cdot (b\cdot u)=(a\times b)\cdot v}                                               |

這樣稱 「 {\displaystyle V} 為定義在域 {\displaystyle K} 上的向量空間」，而 {\displaystyle V} 裡的元素 {\displaystyle u\in V} 被稱為向量；域 {\displaystyle K} 裡的元素 {\displaystyle a\in K} 被稱為标量。這樣域 {\displaystyle K} 就是囊括所有标量的集合，所以為了解說方便，有時會將 {\displaystyle K} 暱稱為标量域或是标量母空間。在不跟域的加法混淆的情況下，向量加法 {\displaystyle \oplus } 也可以簡寫成 {\displaystyle +} 。
前四個條件規定 {\displaystyle \left(V,\,\oplus \right)} 是交換群。上述的完整定義也可以抽象地概述成「 {\displaystyle \left(K,\,+,\,\times \right)} 是個域，且 {\displaystyle V} 是一個 {\displaystyle K-}模」。

## 基本性质
以下定理都沿用正式定義一節的符號與前提條件。
定理 （1） — 向量加法的單位元是唯一的。
以上的定理事實上繼承自群的單位元唯一性。這樣的話，可以仿造群的習慣以記號 {\displaystyle 0_{V}} 代表「向量加法 {\displaystyle \oplus } 的唯一單位元」，並稱之為 {\displaystyle V} 的零向量。
在不跟标量域的加法單位元 {\displaystyle 0_{K}\in K}  混淆的情況下，零向量 {\displaystyle 0_{V}\in V} 也可以簡寫成 {\displaystyle 0} 。
定理 （2） — 任意向量的向量加法逆元素是唯一的。
以上的定理事實上繼承自群的逆元唯一性，這樣的話，可以仿造群的習慣以 {\displaystyle u^{-1}} 代表「向量 {\displaystyle u} 在向量加法 {\displaystyle \oplus } 下的唯一逆元素」，甚至可以把 {\displaystyle v\oplus u^{-1}} 簡記為 {\displaystyle v\ominus u} ，並暱稱為向量減法。在不跟标量的加法混淆的情況下， {\displaystyle u^{-1}} 也可記為 {\displaystyle -u} ； {\displaystyle v\ominus u} 也可記為 {\displaystyle v-u} 。
定理 （3） — 對所有的純量 {\displaystyle a\in K} 都有 {\displaystyle a\cdot 0_{V}=0_{V}} 。（零向量的伸縮還是零向量）
考慮到标量乘法对向量加法的分配律和零向量的性質會有
{\displaystyle a\cdot 0_{V}=a\cdot (0_{V}+0_{V})=a\cdot 0_{V}+a\cdot 0_{V}}
那取向量 {\displaystyle u\in V} 為 {\displaystyle a\cdot 0_{V}} 的向量加法逆元素，配上向量加法的结合律和单位元的定義會有
{\displaystyle {\begin{aligned}0_{V}&=u+a\cdot 0_{V}\\&=u+(a\cdot 0_{V}+a\cdot 0_{V})\\&=(u+a\cdot 0_{V})+a\cdot 0_{V}\\&=0_{V}+a\cdot 0_{V}\\&=a\cdot 0_{V}\\\end{aligned}}}
故得証。{\displaystyle \Box }
定理 （4） — 對所有的向量 {\displaystyle u\in V} ，若純量 {\displaystyle 0_{K}\in K} 是域加法的单位元，則 {\displaystyle 0_{K}\cdot u=0_{V}} 。
考慮到域 {\displaystyle K} 自身的定義，還有标量乘法对域加法的分配律的話有
{\displaystyle 0_{K}\cdot u=(0_{K}+0_{K})\cdot u=0_{K}\cdot u+0_{K}\cdot u}
那取向量 {\displaystyle w\in V} 為 {\displaystyle 0_{K}\cdot u} 的向量加法逆元素，配上向量加法的结合律和单位元的定義會有
{\displaystyle 0_{V}=w+0_{K}\cdot u=w+(0_{K}\cdot u+0_{K}\cdot u)=(w+0_{K}\cdot u)+0_{K}\cdot u=0_{V}+0_{K}\cdot u=0_{K}\cdot u}
故得証。{\displaystyle \Box }
定理 （5） — 對所有的向量 {\displaystyle u\in V} 和标量 {\displaystyle a\in K} ，如果 {\displaystyle a\cdot u=0_{V}} ，则 {\displaystyle u=0_{V}} 或 {\displaystyle a=0_{K}} ( 其中 {\displaystyle 0_{K}\in K} 是域加法的单位元)。
若 {\displaystyle K=\{0_{K}\}} ，根據定理(3)本定理顯然成立。下面只考慮 {\displaystyle K\neq \{0_{K}\}} 的狀況。
假設存在向量 {\displaystyle u\in V} 和标量 {\displaystyle a\in K} 滿足 {\displaystyle u\neq 0_{V}} 且 {\displaystyle a\neq 0_{K}} ，但 {\displaystyle a\cdot u=0_{V}} 。若以 {\displaystyle 1_{K}\in K} 表示域的乘法單位元，那根據其性質與和定義關於标量乘法單位元的部分會有
{\displaystyle {\begin{aligned}u&=1_{K}\cdot u\\&=(a\times {\frac {1}{a}})\cdot u\end{aligned}}}
那再根據定義關於标量乘法与域乘法的部分，還有域乘法的交換律會有
{\displaystyle {\begin{aligned}u&=(a\times {\frac {1}{a}})\cdot u\\&=({\frac {1}{a}}\times a)\cdot u\\&={\frac {1}{a}}\cdot (a\cdot u)\end{aligned}}}
那再套用定理(3)和前提假設會有
{\displaystyle {\begin{aligned}u&={\frac {1}{a}}\cdot (a\cdot u)\\&={\frac {1}{a}}\cdot 0_{V}\\&=0_{V}\end{aligned}}}
這跟前提假設是矛盾的，所以根據反證法和德摩根定理，對所有向量 {\displaystyle u\in V} 和所有标量 {\displaystyle a\in K} ，只有可能「 {\displaystyle u=0_{V}} 或 {\displaystyle a=0_{K}} 」或「{\displaystyle a\cdot u\neq 0_{V}}」，但這段敘述正好等價於定理想證明的，故得証。{\displaystyle \Box }
定理 （6） — 如果 {\displaystyle -a\in K} 是 {\displaystyle a\in K} 的域加法逆元素，那對所有的向量 {\displaystyle u\in V}  ，{\displaystyle a\cdot u} 的向量加法逆元素必為 {\displaystyle -a\cdot u}  。
以下設純量 {\displaystyle 0_{K}\in K} 是域加法的单位元。
考慮到域 {\displaystyle K} 自身的定義，還有标量乘法对域加法的分配律會有
{\displaystyle 0_{K}\cdot u=(-a+a)\cdot u=-a\cdot u+a\cdot u}
{\displaystyle 0_{K}\cdot u=[a+(-a)]\cdot u=a\cdot u+(-a)\cdot u}
然後考慮到前面的定理(4)，就有
{\displaystyle 0_{V}=0_{K}\cdot u=-a\cdot u+a\cdot u}
{\displaystyle 0_{V}=0_{K}\cdot u=a\cdot u+(-a)\cdot u}
然後考慮到定理(2)保證的逆元素唯一性，就可以知道向量 {\displaystyle a\cdot u}  的加法逆元素必為 {\displaystyle -a\cdot u} 。{\displaystyle \Box }
系理 — 如果 {\displaystyle {-1}_{K}\in K} 是域加法單位元 {\displaystyle 1_{K}\in K} 的域加法逆元素，那對所有的向量 {\displaystyle u\in V}  ，其向量加法逆元素必為 {\displaystyle {-1}_{K}\cdot u}  。

## 額外結構
研究向量空間很自然涉及一些額外結構。額外結構如下：
- 一個實數或複數向量空間加上長度概念（就是範數）則成為賦範向量空間。
- 一個實數或複數向量空間加上長度和角度的概念則成為內積空間。
- 一個向量空間加上拓撲結構并滿足連續性要求（加法及標量乘法是連續映射）則成為拓撲向量空間。
- 一個向量空間加上雙線性算子（定義為向量乘法）則成為域代數。

## 例子
對一般域F，V记為F-向量空間。若F是實數域ℝ，则V稱為實數向量空間；若F是複數域ℂ，则V稱為複數向量空間；若F是有限域，则V稱為有限域向量空間。
最简单的F-向量空間是F自身。只要定义向量加法为域中元素的加法，标量乘法为域中元素的乘法就可以了。例如当F是实数域ℝ时，可以验证对任意实数a、b以及任意实数u、v、w，都有：
1. u + (v + w) = (u + v) + w，
2. v + w = w + v，
3. 零元素存在：零元素0满足：对任何的向量元素v，v + 0 = v，
4. 逆元素存在：对任何的向量元素v，它的相反数w = −v就满足v + w = 0。
5. 标量乘法对向量加法满足分配律：a(v + w) = a v + a w.
6. 向量乘法对标量加法满足分配律：(a + b)v = a v + b v.
7. 标量乘法与标量的域乘法相容：a(bv) =(ab)v。
8. 标量乘法有單位元：ℝ中的乘法单位元，也就是实数“1”满足：对任意实数v，1v = v。

更为常见的例子是给定了直角坐标系的平面：平面上的每一点{\displaystyle P}都有一个坐标{\displaystyle P(x,y)}，并对应着一个向量{\displaystyle (x,y)}。所有普通意义上的平面向量组成了一个空间，记作ℝ²，因为每个向量都可以表示为两个实数构成的有序数组{\displaystyle (x,y)}。可以验证，对于普通意义上的向量加法和标量乘法，ℝ²满足向量空间的所有公理。实际上，向量空间是ℝ²的推广。
同样地，高维的欧几里得空间ℝn也是向量空间的例子。其中的向量表示为{\displaystyle v=(a_{1},a_{2},\cdots ,a_{n})}，其中的{\displaystyle a_{1},a_{2},\cdots ,a_{n}}都是实数。定义向量的加法和标量乘法是：
可以验证这也是一个向量空间。
再考虑所有系数为实数的多项式的集合{\displaystyle \mathbb {R} [X]}。对于通常意义上的多项式加法和标量乘法，{\displaystyle \mathbb {R} [X]}也构成一个向量空间。更广泛地，所有从实数域射到实数域的连续函数的集合{\displaystyle {\mathcal {C}}(\mathbb {R} ,\mathbb {R} )}也是向量空间，因为两个连续函数的和或差以及连续函数的若干倍都还是连续函数。

### 方程组与向量空间
向量空间的另一种例子是齐次线性方程组（常数项都是0的线性方程组）的解的集合。例如下面的方程组：
{\displaystyle 3x+2y-z=0}
{\displaystyle x+5y+2z=0}
如果{\displaystyle (x_{1},y_{1},z_{1})}和{\displaystyle (x_{2},y_{2},z_{2})}都是解，那么可以验证它们的“和”{\displaystyle (x_{1}+x_{2},y_{1}+y_{2},z_{1}+z_{2})}也是一组解，因为：
{\displaystyle 3(x_{1}+x_{2})+2(y_{1}+y_{2})-(z_{1}+z_{2})=(3x_{1}+2y_{1}-z_{1})+(3x_{2}+2y_{2}-z_{2})=0}
{\displaystyle (x_{1}+x_{2})+5(y_{1}+y_{2})+2(z_{1}+z_{2})=(x_{1}+5y_{1}+2z_{1})+(x_{2}+5y_{2}+2z_{2})=0}
同样，将一组解乘以一个常数后，仍然会是一组解。可以验证这样定义的“向量加法”和“标量乘法”满足向量空间的公理，因此这个方程组的所有解组成了一个向量空间。
一般来说，当齐次线性方程组中未知数个数大于方程的个数时，方程组有无限多组解，并且这些解组成一个向量空间。
对于齐次线性微分方程，解的集合也构成向量空间。比如说下面的方程：
{\displaystyle f''+4xf'+\cos(x)f=0}
出于和上面类似的理由，方程的两个解{\displaystyle f_{1}}和{\displaystyle f_{2}}的和函数{\displaystyle f_{1}+f_{2}}也满足方程。可以验证，这个方程的所有解构成一个向量空间。

## 子空間基底
如果一個向量空間V的一個非空子集合W对于V的加法及標量乘法都封闭（也就是说任意W中的元素相加或者和标量相乘之后仍然在W之中），那么将W称为V的線性子空間（简称子空间）。V的子空间中，最平凡的就是空間V自己，以及只包含0的子空间{\displaystyle {0}}。
給出一個向量集合B，那么包含它的最小子空間就稱為它的生成子空間，也称線性包络，记作span(B)。
給出一個向量集合B，若它的生成子空间就是向量空間V，则稱B為V的一个生成集。如果一个向量空間V拥有一个元素个数有限的生成集，那么就稱V是一个有限维空间。
可以生成一個向量空間V的線性獨立子集，稱為這個空間的基。若V={0}，约定唯一的基是空集。對非零向量空間V，基是V“最小”的生成集。向量空间的基是对向量空间的一种刻画。确定了向量空间的一组基B之后，空間內的每個向量都有唯一的方法表達成基中元素的線性組合。如果能够把基中元素按下标排列：{\displaystyle \mathbf {B} =\left\{e_{1},e_{2},\cdots ,e_{n},\cdots \right\}}，那么空间中的每一个向量v便可以通过座標系統來呈現：
{\displaystyle v=\lambda _{1}e_{1}+\lambda _{2}e_{2}+\cdots +\lambda _{n}e_{n}+\cdots }
这种表示方式必然存在，而且是唯一的。也就是说，向量空间的基提供了一个坐标系。
可以证明，一个向量空間的所有基都擁有相同基數，稱為該空間的維度。当V是一个有限维空间时，任何一组基中的元素个数都是定值，等于空间的维度。例如，各种實數向量空間：ℝ⁰, ℝ¹, ℝ², ℝ³,…, ℝ∞,…中，  ℝn的維度就是n。在一个有限维的向量空间（维度是n）中，确定一组基{\displaystyle \mathbf {B} =\left\{e_{1},e_{2},\cdots ,e_{n}\right\}}，那么所有的向量都可以用n个标量来表示。比如说，如果某个向量v表示为：
那么v可以用数组{\displaystyle v=(\lambda _{1},\lambda _{2},\cdots ,\lambda _{n})}来表示。这种表示方式称为向量的坐标表示。按照这种表示方法，基中元素表示为：
可以证明，存在从任意一个n维的{\displaystyle \mathbf {F} }-向量空间到空间{\displaystyle \mathbf {F} ^{n}}的双射。这种关系称为同构。

## 線性映射
給定兩個系数域都是F的向量空間V和W,定义由V到W的線性變換（或称线性映射）为所有从V射到W并且它保持向量加法和标量乘法的运算的函数f：
所有线性变换的集合记为{\displaystyle {\mathcal {L}}(V,W)}，这也是一个系数域为F的向量空间。在确定了V和W上各自的一组基之后，{\displaystyle {\mathcal {L}}(V,W)}中的线性变换可以通过矩阵来表示。
如果两个向量空間V和W之间的一个線性映射是一一映射，那么这个线性映射称为（线性）同构，表示两个空间构造相同的意思。如果在V和W之間存在同構，那么稱這兩個空間為同構的。如果向量空間V和W之间存在同构{\displaystyle f:\,V\rightarrow W}，那么其逆映射{\displaystyle g:\,W\rightarrow V}也存在，并且对所有的{\displaystyle x\in V,\,y\in W}，都有：